# Carl Junghans
Carl Friedrich Walter Junghans (* 7. Oktober 1897 in Dresden; † 8. November 1984 in München) war ein deutscher Filmregisseur, Filmeditor und Drehbuchautor, besonders von Dokumentarfilmen.

## Leben
Der Sohn des Schneiders Ferdinand Junghans und seiner Frau Emilie besuchte das humanistische Gymnasium und meldete sich 1916 als Kriegsfreiwilliger. Er zog sich jedoch während seiner Ausbildung im Leibgrenadierregiment Nr. 100 eine Rückenverletzung zu und wurde 1917 als dienstuntauglich entlassen. Er nahm ab 1918 Musikunterricht und ließ sich zum Schauspieler ausbilden. 1921 stand er als jugendlicher Held auf der Bühne des Stadttheaters von Freiberg und wirkte als Dramaturg am Albert-Theater in Dresden und am Neuen Theater am Zoo in Berlin. Bis 1923 versuchte er sich als Schauspieler und übernahm Statistenrollen beim Film, unter anderem als Christus in dem katholischen Tendenzfilm Stürzende Götter. Von 1924 bis 1925 arbeitete er als Journalist. Er verdiente sich seinen Lebensunterhalt besonders durch Rezitationen von revolutionären Gedichten und schrieb Filmkritiken bei Berliner Zeitungen, wobei er sich besonders mit Charlie Chaplin beschäftigte. Von 1924 bis 1927 und dann wieder von 1929 bis 1930 war er Mitglied der KPD.

## Filme
Junghans beteiligte sich zu dieser Zeit an mehreren Dokumentarfilmen der von Willi Münzenberg gegründeten Firma Prometheus Film. Diese Kompilationsfilme, in denen er auf vorhandenes sowjetisches Material zurückgriff, verherrlichten Lenin, den Kommunismus und die Sowjetunion. Seinen Lebensunterhalt verdiente er zu dieser Zeit vor allem durch die Herstellung von deutschen Fassungen ausländischer, besonders tschechischer Filme. Die so erworbene finanzielle Unabhängigkeit und seine Kontakte zur tschechischen Filmwelt erlaubten es ihm, 1929 in Prag seinen ersten Spielfilm So ist das Leben zu inszenieren. Im Mittelpunkt des Films steht eine verarmte Wäscherin, ihr Leben und tragisches Sterben. Nach einem weiteren Film wurde er nach Moskau engagiert, wo er von 1931 bis 1932 blieb, ohne ein Filmprojekt verwirklichen zu können. Von 1933 bis 1935 arbeitete er in Prag an dem tschechisch-jugoslawischen Film Und das Leben geht weiter. Im Jahr 1935 kehrte er nach Deutschland zurück. Trotz seiner Vergangenheit konnte er hier als Drehbuchautor fungieren und lehrte Filmtheorie an der Reimann-Schule. Seine Montage des vom Reichsministerium für Volksaufklärung und Propaganda in Auftrag gegebenen Films um die Winterspiele 1936 fand auch internationale Anerkennung.
Sein nächster Großauftrag Die Geißel der Welt über den Spanischen Bürgerkrieg, den Junghans aus Aufnahmen deutscher Kameramänner montierte, wurde dagegen als zu kommunistenfreundlich verboten und erschien erst nach Umarbeitungen durch andere Autoren 1939 unter dem Titel Helden in Spanien. Auch seine Arbeit an einem Monumentalfilm über den Reichsparteitag 1936 fiel nicht zur Zufriedenheit von Propagandaminister Joseph Goebbels aus. Dieser Film Jahre der Entscheidung wurde erst 1939 fertiggestellt und nie aufgeführt. Ab Juli 1938 arbeitete Junghans an seinem zweiten Spielfilm Altes Herz geht auf die Reise nach einem Roman von Hans Fallada. Er hielt sich nicht an die vom Propagandaministerium überarbeitete Drehbuchfassung, weshalb auch dieser Film verboten wurde. Im April 1939 emigrierte Junghans nach Frankreich. Während des Frankreichfeldzugs wechselte er im Juni 1940 von Paris nach Casablanca und von dort in die USA. Er arbeitete hier zunächst als Gärtner und erwarb sich allmählich als Porträt- und Landschaftsfotograf ein neues Renommee. Er drehte auch zwei kurze, selbst finanzierte Filme über das Monument Valley. Im Jahr 1963 kehrte er nach Deutschland zurück und ließ sich in München nieder. 1967 vertonte er seinen Stummfilm So ist das Leben, der auf den Weltausstellungen in Ottawa und Mexiko und schließlich auch im deutschen Fernsehen gezeigt wurde.
Junghans, nun Anhänger von Richard Nixon und Franz Josef Strauß, unternahm in den 1970er Jahren ausgedehnte Reisen durch Afrika, besonders nach Marokko, und erlebte 1974 die deutsche Erstaufführung von Altes Herz geht auf die Reise in Düsseldorf. Er war Ehrengast und gelegentlich Ehrenpräsident der Jury bei Filmfestivals und erhielt für seine Verdienste um den deutschen Film 1975 das Filmband in Gold.

## Filmografie
- 1922: Stürzende Götter (Darsteller)
- 1925: Der Cowboy im Wedding (Regie, Drehbuch, Kamera, Schnitt)
- 1928: Lenin 1905–1928 / Der Weg zum Siege (Regie, Drehbuch, Schnitt)
- 1928: Weltwende. Zehn Jahre Republik – Zehn Jahre Sowjetunion (Regie, Drehbuch, Schnitt)
- 1928: Was wollen die Kommunisten? (Regie, Drehbuch, Schnitt)
- 1928: Rote Pfingsten / Rote Pfingsten 1928 (Regie, Drehbuch, Schnitt)
- 1929: So ist das Leben (Takový je zivot; Regie, Drehbuch, Schnitt)
- 1930: Tonfilmconference (Regie, Schnitt)
- 1930: Kamera-Reporter rast durch New York / Amerika, du hast es besser (Regie, Drehbuch, Schnitt)
- 1931: Filmmontage 1912–1928 (Regie, Buch, Schnitt, Produktion)
- 1932: Fliehende Schatten (Regie, Buch)
- 1935: Und das Leben geht weiter (A zivot jde dál; Regie, Drehbuch)
- 1935: Krach im Hinterhaus (Co-Drehbuch)
- 1936: Durch die Wüste (Drehbuch, nach dem Roman von Karl May)
- 1936: Jugend der Welt. Der Film von den IV. Olympischen Winterspielen in Garmisch-Partenkirchen (Drehbuch, Schnitt)
- 1936: Die Geißel der Welt (Kampf in Spanien) (Regie, Drehbuch, Schnitt)
- 1938: Die große Zeit (Regie, Drehbuch, Schnitt mit Gerhard Stegemann und Hans Weidemann)
- 1938/47: Altes Herz geht auf die Reise (Regie, Drehbuch)
- 1939: Jahre der Entscheidung (Beteiligung)
- 1939: Helden in Spanien (Co-Regie, Co-Drehbuch)
- 1947: Sand Paintings (Kurz-Dokumentarfilm; Regie, Buch, Schnitt, Produktion)
- 1947: Monuments of the Past (Kurz-Dokumentarfilm; Regie, Buch, Schnitt, Produktion)
- 1947: Denkmäler der Vergangenheit / Erinnerungen an Monument Valley (Monuments of the Past; Regie, Buch, Kommentar, Produktion)
- 1971: Kärnten in vier Jahreszeiten / Die vier Jahreszeiten (Regie, Buch, Schnitt, Produktion)

## Auszeichnungen
- 1936: IFF Venedig: Coppa dell'Istituto Nazionale Luce per il Miglior Documentario für Jugend der Welt
- 1937: Internationale Ausstellung in Paris: Grand Prix für Jugend der Welt
- 1957: Top Award (Goldcup) of the Eleven Western States
- 1959: National Award for the Best Postcard (Dexter Press)
- 1961: Seattle: Award for Notable Achievement
- 1975: Filmband in Gold für langjähriges und hervorragendes Wirken im deutschen Film